# Rasmus Falk Jensen
Rasmus Falk Jensen (Middelfart, 15 gennaio 1992) è un calciatore danese, attaccante o centrocampista del Copenaghen.

## Palmarès

### Club

#### Competizioni nazionali
- Campionato danese: 5

Copenaghen: 2016-2017, 2018-2019, 2021-2022, 2022-2023, 2024-2025
- Coppa di Danimarca: 2

Copenhagen: 2022-2023, 2024-2025